# Emakumeen Euskal Bira 2018
La 31e édition de l'Emakumeen Euskal Bira a lieu du 19 au 22 mai 2018. C'est la douzième manche de l'UCI World Tour féminin. 
La première étape voit s'isoler les favorites. Sabrina Stultiens profite de leur marquage pour partir à un kilomètre de la ligne et aller s'imposer. Le lendemain, Annemiek van Vleuten gagne le contre-la-montre quatorze secondes devant Anna van der Breggen. Sur la troisième, une échappée part à mi-parcours. Amy Pieters remporte le sprint du groupe. Le dernier jour, Amanda Spratt attaque dès le pied du Puerto de Urkiola. Elle parvient à faire grandir son écart et remporte l'étape. Elle gagne par la même occasion le classement final. Annemiek van Vleuten  et Anna van der Breggen complètent le podium. Cette dernière gagne également le classement par points. Asja Paladin gagne le classement de la montagne, Katarzyna Pawłowska celui des sprints, Aafke Soet  celui de la meilleure jeune, enfin Mitchelton-Scott est la meilleure équipe.

## Équipes
L'équipe Bizkaia-Durango, basée aux Pays-Basques, est absente dans la première liste fournie par les organisateurs. Plus tard, elle est réintégrée.
| Équipes féminines professionnelles (24)- Alé Cipollini - Aromitalia Vaiano - Astana Women's - Bepink - Bizkaia-Durango - Boels Dolmans - BTC City Ljubljana - Canyon-SRAM Racing - Cervélo Bigla - Cogeas - Cylance - FDJ-Nouvelle Aquitaine-Futuroscope - Lotto Soudal Ladies - Mitchelton-Scott - Movistar Team - Parkhotel Valkenburg-Destil - Servetto-Stradalli Cycle - Sopela Women's Team - Top Girls Fassa Bortolo - Valcar PBM - Virtu - WaowDeals - Wiggle High5 - WNT-Rotor Pro Cycling |
| |

## Étapes
| Étape     | Date   | Villes étapes                     | type                        | Distance (km) | Vainqueur d'étape    | Leader du classement général |
| --------- | ------ | --------------------------------- | --------------------------- | ------------- | -------------------- | ---------------------------- |
| 1re étape | 19 mai | Legazpi – Legazpi                 | étape de plaine             | 108           | Sabrina Stultiens    | Sabrina Stultiens            |
| 2e étape  | 20 mai | Vitoria-Gasteiz – Vitoria-Gasteiz | contre-la-montre individuel | 28            | Annemiek van Vleuten | Annemiek van Vleuten         |
| 3e étape  | 21 mai | Aretxabaleta – Aretxabaleta       | étape de plaine             | 122           | Amy Pieters          | Annemiek van Vleuten         |
| 4e étape  | 22 mai | Iurreta – Iurreta                 | étape de plaine             | 120           | Amanda Spratt        | Amanda Spratt                |

## Favorites
Ashleigh Moolman, vainqueur sortante, fait partie des favorites. Tout comme les Néerlandaises Anna van der Breggen et Annemiek van Vleuten. Les autres outsiders sont : Lauren Stephens, Olga Zabelinskaya et Elisa Longo Borghini.

## Déroulement de la course

### 1reétape
Il y a peu d'attaque en début d'étape. Lors du premier prix des monts à Alto de Liernia, au kilomètre soixante-dix, Annemiek van Vleuten prend les points devant Ashleigh Moolman. Au deuxième prix des monts, c'est Anna van der Breggen qui passe en premier au sommet. Annemiek van Vleuten place ensuite plusieurs accélérations. Elle est suivie par Olga Zabelinskaya, Sabrina Stultiens, Ashleigh Moolman et Anna van der Breggen. Au kilomètre, Sabrina Stultiens profite du marquage entre Annemiek van Vleuten et Anna van der Breggen pour partir et s'imposer seule. Un groupe de poursuivante rentre sur les échappées et Lisa Brennauer règle le sprint du peloton,.
| \| Classement de l'étape \| Classement de l'étape \| Classement de l'étape \| Classement de l'étape \| Classement de l'étape \| \| Coureuse \| Coureuse \| Pays \| Équipe \| Temps \| \| --------------------- \| --------------------- \| --------------------- \| --------------------- \| --------------------- \| \| 1re \| Sabrina Stultiens \| Pays-Bas \| WaowDeals \| 2 h 51 min 24 s \| \| 2e \| Lisa Brennauer \| Allemagne \| Wiggle High5 \| + 17 s \| \| 3e \| Giorgia Bronzini \| Italie \| Cylance \| + 17 s \| \| 4e \| Anna van der Breggen \| Pays-Bas \| Boels Dolmans \| + 17 s \| \| 5e \| Elena Cecchini \| Italie \| Canyon-SRAM Racing \| + 17 s \| \| 6e \| Annemiek van Vleuten \| Pays-Bas \| Mitchelton-Scott \| + 17 s \| \| 7e \| Ashleigh Moolman \| Afrique du Sud \| Cervélo Bigla \| + 17 s \| \| 8e \| Danielle Rowe \| Royaume-Uni \| WaowDeals \| + 17 s \| \| 9e \| Lara Vieceli \| Italie \| Astana Women's Team \| + 17 s \| \| 10e \| Hanna Nilsson \| Suède \| BTC City Ljubljana \| + 17 s \| |                      |                |                     |                 |
| |                      |                |                     |                 |
| Source : ProCyclingStats |                      |                |                     |                 |
| Classement de l'étape |                      |                |                     |                 |
| Coureuse | Coureuse             | Pays           | Équipe              | Temps           |
| 1re | Sabrina Stultiens    | Pays-Bas       | WaowDeals           | 2 h 51 min 24 s |
| 2e | Lisa Brennauer       | Allemagne      | Wiggle High5        | + 17 s          |
| 3e | Giorgia Bronzini     | Italie         | Cylance             | + 17 s          |
| 4e | Anna van der Breggen | Pays-Bas       | Boels Dolmans       | + 17 s          |
| 5e | Elena Cecchini       | Italie         | Canyon-SRAM Racing  | + 17 s          |
| 6e | Annemiek van Vleuten | Pays-Bas       | Mitchelton-Scott    | + 17 s          |
| 7e | Ashleigh Moolman     | Afrique du Sud | Cervélo Bigla       | + 17 s          |
| 8e | Danielle Rowe        | Royaume-Uni    | WaowDeals           | + 17 s          |
| 9e | Lara Vieceli         | Italie         | Astana Women's Team | + 17 s          |
| 10e | Hanna Nilsson        | Suède          | BTC City Ljubljana  | + 17 s          |

| \| Classement général \| Classement général \| Classement général \| Classement général \| Classement général \| \| Coureuse \| Coureuse \| Pays \| Équipe \| Temps \| \| ------------------ \| -------------------- \| ------------------ \| ------------------- \| ------------------ \| \| 1re \| Sabrina Stultiens \| Pays-Bas \| WaowDeals \| 2 h 51 min 13 s \| \| 2e \| Lisa Brennauer \| Allemagne \| Wiggle High5 \| + 22 s \| \| 3e \| Giorgia Bronzini \| Italie \| Cylance \| + 24 s \| \| 4e \| Ashleigh Moolman \| Afrique du Sud \| Cervélo Bigla \| + 24 s \| \| 5e \| Anna van der Breggen \| Pays-Bas \| Boels Dolmans \| + 25 s \| \| 6e \| Annemiek van Vleuten \| Pays-Bas \| Mitchelton-Scott \| + 25 s \| \| 7e \| Małgorzata Jasińska \| Pologne \| Movistar Team \| + 27 s \| \| 8e \| Elena Cecchini \| Italie \| Canyon-SRAM Racing \| + 28 s \| \| 9e \| Danielle Rowe \| Royaume-Uni \| WaowDeals \| + 28 s \| \| 10e \| Lara Vieceli \| Italie \| Astana Women's Team \| + 28 s \| |                      |                |                     |                 |
| |                      |                |                     |                 |
| Source : ProCyclingStats |                      |                |                     |                 |
| Classement général |                      |                |                     |                 |
| Coureuse | Coureuse             | Pays           | Équipe              | Temps           |
| 1re | Sabrina Stultiens    | Pays-Bas       | WaowDeals           | 2 h 51 min 13 s |
| 2e | Lisa Brennauer       | Allemagne      | Wiggle High5        | + 22 s          |
| 3e | Giorgia Bronzini     | Italie         | Cylance             | + 24 s          |
| 4e | Ashleigh Moolman     | Afrique du Sud | Cervélo Bigla       | + 24 s          |
| 5e | Anna van der Breggen | Pays-Bas       | Boels Dolmans       | + 25 s          |
| 6e | Annemiek van Vleuten | Pays-Bas       | Mitchelton-Scott    | + 25 s          |
| 7e | Małgorzata Jasińska  | Pologne        | Movistar Team       | + 27 s          |
| 8e | Elena Cecchini       | Italie         | Canyon-SRAM Racing  | + 28 s          |
| 9e | Danielle Rowe        | Royaume-Uni    | WaowDeals           | + 28 s          |
| 10e | Lara Vieceli         | Italie         | Astana Women's Team | + 28 s          |

### 2eétape
Sur ce contre-la-montre, Annemiek van Vleuten s'impose avec quatorze secondes d'avance sur Anna van der Breggen  et quarante-quatre secondes de Lisa Brennauer. Elle prend ainsi la tête du classement général,.
| \| Classement de l'étape \| Classement de l'étape \| Classement de l'étape \| Classement de l'étape \| Classement de l'étape \| \| Coureuse \| Coureuse \| Pays \| Équipe \| Temps \| \| --------------------- \| --------------------- \| --------------------- \| ------------------------------- \| --------------------- \| \| 1re \| Annemiek van Vleuten \| Pays-Bas \| Mitchelton-Scott \| 34 min 00 s \| \| 2e \| Anna van der Breggen \| Pays-Bas \| Boels Dolmans \| + 14 s \| \| 3e \| Lisa Brennauer \| Allemagne \| Wiggle High5 \| + 44 s \| \| 4e \| Ashleigh Moolman \| Afrique du Sud \| Cervélo Bigla \| + 53 s \| \| 5e \| Georgia Williams \| Nouvelle-Zélande \| Mitchelton-Scott \| + 1 min 10 s \| \| 6e \| Olga Zabelinskaïa \| Russie \| Cogeas-Mettler Pro Cycling Team \| + 1 min 12 s \| \| 7e \| Karol-Ann Canuel \| Canada \| Boels Dolmans \| + 1 min 15 s \| \| 8e \| Ann-Sophie Duyck \| Belgique \| Cervélo Bigla \| + 1 min 19 s \| \| 9e \| Gracie Elvin \| Australie \| Mitchelton-Scott \| + 1 min 20 s \| \| 10e \| Cecilie Uttrup Ludwig \| Danemark \| Cervélo Bigla \| + 1 min 26 s \| |                       |                  |                                 |              |
| |                       |                  |                                 |              |
| Source : ProCyclingStats |                       |                  |                                 |              |
| Classement de l'étape |                       |                  |                                 |              |
| Coureuse | Coureuse              | Pays             | Équipe                          | Temps        |
| 1re | Annemiek van Vleuten  | Pays-Bas         | Mitchelton-Scott                | 34 min 00 s  |
| 2e | Anna van der Breggen  | Pays-Bas         | Boels Dolmans                   | + 14 s       |
| 3e | Lisa Brennauer        | Allemagne        | Wiggle High5                    | + 44 s       |
| 4e | Ashleigh Moolman      | Afrique du Sud   | Cervélo Bigla                   | + 53 s       |
| 5e | Georgia Williams      | Nouvelle-Zélande | Mitchelton-Scott                | + 1 min 10 s |
| 6e | Olga Zabelinskaïa     | Russie           | Cogeas-Mettler Pro Cycling Team | + 1 min 12 s |
| 7e | Karol-Ann Canuel      | Canada           | Boels Dolmans                   | + 1 min 15 s |
| 8e | Ann-Sophie Duyck      | Belgique         | Cervélo Bigla                   | + 1 min 19 s |
| 9e | Gracie Elvin          | Australie        | Mitchelton-Scott                | + 1 min 20 s |
| 10e | Cecilie Uttrup Ludwig | Danemark         | Cervélo Bigla                   | + 1 min 26 s |

| \| Classement général \| Classement général \| Classement général \| Classement général \| Classement général \| \| Coureuse \| Coureuse \| Pays \| Équipe \| Temps \| \| ------------------ \| --------------------- \| ------------------ \| ------------------ \| ------------------ \| \| 1re \| Annemiek van Vleuten \| Pays-Bas \| Mitchelton-Scott \| 3 h 25 min 38 s \| \| 2e \| Anna van der Breggen \| Pays-Bas \| Boels Dolmans \| + 14 s \| \| 3e \| Lisa Brennauer \| Allemagne \| Wiggle High5 \| + 41 s \| \| 4e \| Ashleigh Moolman \| Afrique du Sud \| Cervélo Bigla \| + 52 s \| \| 5e \| Cecilie Uttrup Ludwig \| Danemark \| Cervélo Bigla \| + 1 min 29 s \| \| 6e \| Elena Cecchini \| Italie \| Canyon-SRAM Racing \| + 1 min 31 s \| \| 7e \| Amanda Spratt \| Australie \| Mitchelton-Scott \| + 1 min 36 s \| \| 8e \| Martina Ritter \| Autriche \| Wiggle High5 \| + 1 min 38 s \| \| 9e \| Elisa Longo Borghini \| Italie \| Wiggle High5 \| + 1 min 39 s \| \| 10e \| Georgia Williams \| Nouvelle-Zélande \| Mitchelton-Scott \| + 2 min 00 s \| |                       |                  |                    |                 |
| |                       |                  |                    |                 |
| Source : ProCyclingStats |                       |                  |                    |                 |
| Classement général |                       |                  |                    |                 |
| Coureuse | Coureuse              | Pays             | Équipe             | Temps           |
| 1re | Annemiek van Vleuten  | Pays-Bas         | Mitchelton-Scott   | 3 h 25 min 38 s |
| 2e | Anna van der Breggen  | Pays-Bas         | Boels Dolmans      | + 14 s          |
| 3e | Lisa Brennauer        | Allemagne        | Wiggle High5       | + 41 s          |
| 4e | Ashleigh Moolman      | Afrique du Sud   | Cervélo Bigla      | + 52 s          |
| 5e | Cecilie Uttrup Ludwig | Danemark         | Cervélo Bigla      | + 1 min 29 s    |
| 6e | Elena Cecchini        | Italie           | Canyon-SRAM Racing | + 1 min 31 s    |
| 7e | Amanda Spratt         | Australie        | Mitchelton-Scott   | + 1 min 36 s    |
| 8e | Martina Ritter        | Autriche         | Wiggle High5       | + 1 min 38 s    |
| 9e | Elisa Longo Borghini  | Italie           | Wiggle High5       | + 1 min 39 s    |
| 10e | Georgia Williams      | Nouvelle-Zélande | Mitchelton-Scott   | + 2 min 00 s    |

### 3eétape
Il pleut durant une partie de l'étape. Anna van der Breggen gagne le premier prix des monts et reprend ainsi deux secondes à Annemiek van Vleuten. Au kilomètre soixante-dix-sept, la côte de l'Untzilla provoque une sélection dans le peloton. Elles sont dix au pied de l'Alto de Arlaban. Le groupe est composé de : Georgia Williams, Emilia Fahlin, Anouska Koster, Amy Pieters, Pauliena Rooijakkers et Ane Santesteban. À deux kilomètres du sommet, Pauliena Rooijakkers accélère. Elle compte jusqu'à une minute d'avance. Elle est reprise néanmoins par le groupe d'échappée à quatre kilomètres de l'arrivée. Amy Pieters s'impose au sprint. Georgia Williams se replace au classement général et est maintenant deuxième à trois secondes,.
| \| Classement de l'étape \| Classement de l'étape \| Classement de l'étape \| Classement de l'étape \| Classement de l'étape \| \| Coureuse \| Coureuse \| Pays \| Équipe \| Temps \| \| --------------------- \| --------------------- \| --------------------- \| ------------------------------- \| --------------------- \| \| 1re \| Amy Pieters \| Pays-Bas \| Boels Dolmans \| 3 h 02 min 00 s \| \| 2e \| Emilia Fahlin \| Suède \| Wiggle High5 \| + 0 s \| \| 3e \| Clara Koppenburg \| Allemagne \| Cervélo Bigla \| + 0 s \| \| 4e \| Ane Santesteban \| Espagne \| Alé Cipollini \| + 0 s \| \| 5e \| Maria Novolodskaya \| Russie \| Cogeas-Mettler Pro Cycling Team \| + 0 s \| \| 6e \| Alicia González \| Espagne \| Movistar Team \| + 0 s \| \| 7e \| Demi de Jong \| Pays-Bas \| Lotto Soudal Ladies \| + 0 s \| \| 8e \| Pauliena Rooijakkers \| Pays-Bas \| WaowDeals \| + 4 s \| \| 9e \| Georgia Williams \| Nouvelle-Zélande \| Mitchelton-Scott \| + 4 s \| \| 10e \| Anouska Koster \| Pays-Bas \| WaowDeals \| + 1 min 01 s \| |                      |                  |                                 |                 |
| |                      |                  |                                 |                 |
| Source : ProCyclingStats |                      |                  |                                 |                 |
| Classement de l'étape |                      |                  |                                 |                 |
| Coureuse | Coureuse             | Pays             | Équipe                          | Temps           |
| 1re | Amy Pieters          | Pays-Bas         | Boels Dolmans                   | 3 h 02 min 00 s |
| 2e | Emilia Fahlin        | Suède            | Wiggle High5                    | + 0 s           |
| 3e | Clara Koppenburg     | Allemagne        | Cervélo Bigla                   | + 0 s           |
| 4e | Ane Santesteban      | Espagne          | Alé Cipollini                   | + 0 s           |
| 5e | Maria Novolodskaya   | Russie           | Cogeas-Mettler Pro Cycling Team | + 0 s           |
| 6e | Alicia González      | Espagne          | Movistar Team                   | + 0 s           |
| 7e | Demi de Jong         | Pays-Bas         | Lotto Soudal Ladies             | + 0 s           |
| 8e | Pauliena Rooijakkers | Pays-Bas         | WaowDeals                       | + 4 s           |
| 9e | Georgia Williams     | Nouvelle-Zélande | Mitchelton-Scott                | + 4 s           |
| 10e | Anouska Koster       | Pays-Bas         | WaowDeals                       | + 1 min 01 s    |

| \| Classement général \| Classement général \| Classement général \| Classement général \| Classement général \| \| Coureuse \| Coureuse \| Pays \| Équipe \| Temps \| \| ------------------ \| -------------------- \| ------------------ \| ------------------ \| ------------------ \| \| 1re \| Annemiek van Vleuten \| Pays-Bas \| Mitchelton-Scott \| 6 h 29 min 38 s \| \| 2e \| Georgia Williams \| Nouvelle-Zélande \| Mitchelton-Scott \| + 3 s \| \| 3e \| Anna van der Breggen \| Pays-Bas \| Boels Dolmans \| + 12 s \| \| 4e \| Clara Koppenburg \| Allemagne \| Cervélo Bigla \| + 27 s \| \| 5e \| Amy Pieters \| Pays-Bas \| Boels Dolmans \| + 42 s \| \| 6e \| Lisa Brennauer \| Allemagne \| Wiggle High5 \| + 42 s \| \| 7e \| Pauliena Rooijakkers \| Pays-Bas \| WaowDeals \| + 48 s \| \| 8e \| Ashleigh Moolman \| Afrique du Sud \| Cervélo Bigla \| + 53 s \| \| 9e \| Elena Cecchini \| Italie \| Canyon-SRAM Racing \| + 1 min 32 s \| \| 10e \| Amanda Spratt \| Australie \| Mitchelton-Scott \| + 1 min 37 s \| |                      |                  |                    |                 |
| |                      |                  |                    |                 |
| Source : ProCyclingStats |                      |                  |                    |                 |
| Classement général |                      |                  |                    |                 |
| Coureuse | Coureuse             | Pays             | Équipe             | Temps           |
| 1re | Annemiek van Vleuten | Pays-Bas         | Mitchelton-Scott   | 6 h 29 min 38 s |
| 2e | Georgia Williams     | Nouvelle-Zélande | Mitchelton-Scott   | + 3 s           |
| 3e | Anna van der Breggen | Pays-Bas         | Boels Dolmans      | + 12 s          |
| 4e | Clara Koppenburg     | Allemagne        | Cervélo Bigla      | + 27 s          |
| 5e | Amy Pieters          | Pays-Bas         | Boels Dolmans      | + 42 s          |
| 6e | Lisa Brennauer       | Allemagne        | Wiggle High5       | + 42 s          |
| 7e | Pauliena Rooijakkers | Pays-Bas         | WaowDeals          | + 48 s          |
| 8e | Ashleigh Moolman     | Afrique du Sud   | Cervélo Bigla      | + 53 s          |
| 9e | Elena Cecchini       | Italie           | Canyon-SRAM Racing | + 1 min 32 s    |
| 10e | Amanda Spratt        | Australie        | Mitchelton-Scott   | + 1 min 37 s    |

### 4eétape
La première échappée est composée de Alicia González, Alice Maria Arzuffi et Rachel Neylan. Elle est rapidement reprise. Asja Paladin passe en tête au col du Duna Gane, au kilomètre quarante-neuf, et conforte ainsi son maillot de meilleure grimpeuse. Dans le difficile col de Puerto de Urkiola, Amanda Spratt attaque dès le pied. Derrière elle, le groupe de poursuite est constitué d'Annemiek van Vleuten, Anna van der Breggen, Georgia Williams, Ashleigh Moolman, Olga Zabelinskaya et Aafke Soet. À soixante-dix kilomètres de l'arrivée, au col, Amanda Spratt possède une avance de trente-cinq secondes sur Annemiek van Vleuten, Anna van der Breggen et Ashleigh Moolman. L'Australienne creuse l'écart et compte deux minutes trente d'avance dix-huit kilomètres plus loin. À vingt kilomètres de l'arrivée, Olga Zabelinskaya part avec Elisa Longo Borghini en chasse. Amanda Spratt s'impose néanmoins avec une minute seize d'avance sur ces deux poursuivantes. Derrière, les favorites passent la ligne plus de deux minutes plus tard. Amanda Spratt remporte ainsi le classement général,.
| \| Classement de l'étape \| Classement de l'étape \| Classement de l'étape \| Classement de l'étape \| Classement de l'étape \| \| Coureuse \| Coureuse \| Pays \| Équipe \| Temps \| \| --------------------- \| --------------------- \| --------------------- \| ------------------------------- \| --------------------- \| \| 1re \| Amanda Spratt \| Australie \| Mitchelton-Scott \| 3 h 19 min 25 s \| \| 2e \| Elisa Longo Borghini \| Italie \| Wiggle High5 \| + 1 min 16 s \| \| 3e \| Olga Zabelinskaïa \| Russie \| Cogeas-Mettler Pro Cycling Team \| + 1 min 16 s \| \| 4e \| Małgorzata Jasińska \| Pologne \| Movistar Team \| + 2 min 12 s \| \| 5e \| Ane Santesteban \| Espagne \| Alé Cipollini \| + 2 min 12 s \| \| 6e \| Sabrina Stultiens \| Pays-Bas \| WaowDeals \| + 2 min 12 s \| \| 7e \| Ashleigh Moolman \| Afrique du Sud \| Cervélo Bigla \| + 2 min 12 s \| \| 8e \| Anna van der Breggen \| Pays-Bas \| Boels Dolmans \| + 2 min 12 s \| \| 9e \| Annemiek van Vleuten \| Pays-Bas \| Mitchelton-Scott \| + 2 min 12 s \| \| 10e \| Anouska Koster \| Pays-Bas \| WaowDeals \| + 2 min 40 s \| |                      |                |                                 |                 |
| |                      |                |                                 |                 |
| Source : ProCyclingStats |                      |                |                                 |                 |
| Classement de l'étape |                      |                |                                 |                 |
| Coureuse | Coureuse             | Pays           | Équipe                          | Temps           |
| 1re | Amanda Spratt        | Australie      | Mitchelton-Scott                | 3 h 19 min 25 s |
| 2e | Elisa Longo Borghini | Italie         | Wiggle High5                    | + 1 min 16 s    |
| 3e | Olga Zabelinskaïa    | Russie         | Cogeas-Mettler Pro Cycling Team | + 1 min 16 s    |
| 4e | Małgorzata Jasińska  | Pologne        | Movistar Team                   | + 2 min 12 s    |
| 5e | Ane Santesteban      | Espagne        | Alé Cipollini                   | + 2 min 12 s    |
| 6e | Sabrina Stultiens    | Pays-Bas       | WaowDeals                       | + 2 min 12 s    |
| 7e | Ashleigh Moolman     | Afrique du Sud | Cervélo Bigla                   | + 2 min 12 s    |
| 8e | Anna van der Breggen | Pays-Bas       | Boels Dolmans                   | + 2 min 12 s    |
| 9e | Annemiek van Vleuten | Pays-Bas       | Mitchelton-Scott                | + 2 min 12 s    |
| 10e | Anouska Koster       | Pays-Bas       | WaowDeals                       | + 2 min 40 s    |

## Classements finals

### Classement général final
| \| Classement général \| Classement général \| Classement général \| Classement général \| Classement général \| \| Coureuse \| Coureuse \| Pays \| Équipe \| Temps \| \| ------------------ \| -------------------- \| ------------------ \| ------------------------------- \| ------------------ \| \| 1re \| Amanda Spratt \| Australie \| Mitchelton-Scott \| 9 h 50 min 26 s \| \| 2e \| Annemiek van Vleuten \| Pays-Bas \| Mitchelton-Scott \| + 48 s \| \| 3e \| Anna van der Breggen \| Pays-Bas \| Boels Dolmans \| + 59 s \| \| 4e \| Georgia Williams \| Nouvelle-Zélande \| Mitchelton-Scott \| + 1 min 20 s \| \| 5e \| Elisa Longo Borghini \| Italie \| Wiggle High5 \| + 1 min 27 s \| \| 6e \| Ashleigh Moolman \| Afrique du Sud \| Cervélo Bigla \| + 1 min 42 s \| \| 7e \| Olga Zabelinskaïa \| Russie \| Cogeas-Mettler Pro Cycling Team \| + 1 min 52 s \| \| 8e \| Pauliena Rooijakkers \| Pays-Bas \| WaowDeals \| + 2 min 07 s \| \| 9e \| Clara Koppenburg \| Allemagne \| Cervélo Bigla \| + 2 min 34 s \| \| 10e \| Małgorzata Jasińska \| Pologne \| Movistar Team \| + 3 min 13 s \| |                      |                  |                                 |                 |
| |                      |                  |                                 |                 |
| Source : ProCyclingStats |                      |                  |                                 |                 |
| Classement général |                      |                  |                                 |                 |
| Coureuse | Coureuse             | Pays             | Équipe                          | Temps           |
| 1re | Amanda Spratt        | Australie        | Mitchelton-Scott                | 9 h 50 min 26 s |
| 2e | Annemiek van Vleuten | Pays-Bas         | Mitchelton-Scott                | + 48 s          |
| 3e | Anna van der Breggen | Pays-Bas         | Boels Dolmans                   | + 59 s          |
| 4e | Georgia Williams     | Nouvelle-Zélande | Mitchelton-Scott                | + 1 min 20 s    |
| 5e | Elisa Longo Borghini | Italie           | Wiggle High5                    | + 1 min 27 s    |
| 6e | Ashleigh Moolman     | Afrique du Sud   | Cervélo Bigla                   | + 1 min 42 s    |
| 7e | Olga Zabelinskaïa    | Russie           | Cogeas-Mettler Pro Cycling Team | + 1 min 52 s    |
| 8e | Pauliena Rooijakkers | Pays-Bas         | WaowDeals                       | + 2 min 07 s    |
| 9e | Clara Koppenburg     | Allemagne        | Cervélo Bigla                   | + 2 min 34 s    |
| 10e | Małgorzata Jasińska  | Pologne          | Movistar Team                   | + 3 min 13 s    |

### Points UCI
| Position                  | 1er | 2e  | 3e  | 4e  | 5e | 6e | 7e | 8e | 9e | 10e | 11e | 12e | 13e | 14e | 15e | 16e à 30e | 31e à 40e |  |  |  |
| Classement général        | 200 | 150 | 125 | 100 | 85 | 70 | 60 | 50 | 40 | 35  | 30  | 25  | 20  | 15  | 10  | 5         | 3         |  |  |  |
| Étapes et demi-étapes     | 25  | 20  | 18  | 16  | 14 | 12 | 10 | 8  | 6  | 4   |     |     |     |     |     |           |           |  |  |  |
| Port du maillot de leader | 5   |     |     |     |    |    |    |    |    |     |     |     |     |     |     |           |           |  |  |  |

### Classements annexes
| Classement par points | Classement par points | Classement par points | Classement par points           | Classement par points |
| Coureuse              | Coureuse              | Pays                  | Équipe                          | Points                |
| --------------------- | --------------------- | --------------------- | ------------------------------- | --------------------- |
| 1re                   | Anna van der Breggen  | Pays-Bas              | Boels Dolmans                   | 48 pts                |
| 2e                    | Annemiek van Vleuten  | Pays-Bas              | Mitchelton-Scott                | 44 pts                |
| 3e                    | Lisa Brennauer        | Allemagne             | Wiggle High5                    | 41 pts                |
| 4e                    | Sabrina Stultiens     | Pays-Bas              | WaowDeals                       | 35 pts                |
| 5e                    | Ashleigh Moolman      | Afrique du Sud        | Cervélo Bigla                   | 33 pts                |
| 6e                    | Amanda Spratt         | Australie             | Mitchelton-Scott                | 31 pts                |
| 7e                    | Ane Santesteban       | Espagne               | Alé Cipollini                   | 28 pts                |
| 8e                    | Katarzyna Pawłowska   | Pologne               | Virtu Cycling Women             | 27 pts                |
| 9e                    | Olga Zabelinskaïa     | Russie                | Cogeas-Mettler Pro Cycling Team | 27 pts                |
| 10e                   | Amy Pieters           | Pays-Bas              | Boels Dolmans                   | 25 pts                |

| Classement par points | Classement par points | Classement par points | Classement par points           | Classement par points |
| Coureuse              | Coureuse              | Pays                  | Équipe                          | Points                |
| --------------------- | --------------------- | --------------------- | ------------------------------- | --------------------- |
| 1re                   | Anna van der Breggen  | Pays-Bas              | Boels Dolmans                   | 48 pts                |
| 2e                    | Annemiek van Vleuten  | Pays-Bas              | Mitchelton-Scott                | 44 pts                |
| 3e                    | Lisa Brennauer        | Allemagne             | Wiggle High5                    | 41 pts                |
| 4e                    | Sabrina Stultiens     | Pays-Bas              | WaowDeals                       | 35 pts                |
| 5e                    | Ashleigh Moolman      | Afrique du Sud        | Cervélo Bigla                   | 33 pts                |
| 6e                    | Amanda Spratt         | Australie             | Mitchelton-Scott                | 31 pts                |
| 7e                    | Ane Santesteban       | Espagne               | Alé Cipollini                   | 28 pts                |
| 8e                    | Katarzyna Pawłowska   | Pologne               | Virtu Cycling Women             | 27 pts                |
| 9e                    | Olga Zabelinskaïa     | Russie                | Cogeas-Mettler Pro Cycling Team | 27 pts                |
| 10e                   | Amy Pieters           | Pays-Bas              | Boels Dolmans                   | 25 pts                |

| Classement de la montagne | Classement de la montagne | Classement de la montagne | Classement de la montagne | Classement de la montagne |
| Coureuse                  | Coureuse                  | Pays                      | Équipe                    | Points                    |
| ------------------------- | ------------------------- | ------------------------- | ------------------------- | ------------------------- |
| 1re                       | Asja Paladin              | Italie                    | Valcar PBM                | 19 pts                    |
| 2e                        | Amanda Spratt             | Australie                 | Mitchelton-Scott          | 18 pts                    |
| 3e                        | Anna van der Breggen      | Pays-Bas                  | Boels Dolmans             | 15 pts                    |
| 4e                        | Ashleigh Moolman          | Afrique du Sud            | Cervélo Bigla             | 11 pts                    |
| 5e                        | Pauliena Rooijakkers      | Pays-Bas                  | WaowDeals                 | 6 pts                     |
| 6e                        | Małgorzata Jasińska       | Pologne                   | Movistar Team             | 6 pts                     |
| 7e                        | Annemiek van Vleuten      | Pays-Bas                  | Mitchelton-Scott          | 5 pts                     |
| 8e                        | Georgia Williams          | Nouvelle-Zélande          | Mitchelton-Scott          | 5 pts                     |
| 9e                        | Elisa Longo Borghini      | Italie                    | Wiggle High5              | 5 pts                     |
| 10e                       | Danielle Rowe             | Royaume-Uni               | WaowDeals                 | 4 pts                     |

| Classement de la montagne | Classement de la montagne | Classement de la montagne | Classement de la montagne | Classement de la montagne |
| Coureuse                  | Coureuse                  | Pays                      | Équipe                    | Points                    |
| ------------------------- | ------------------------- | ------------------------- | ------------------------- | ------------------------- |
| 1re                       | Asja Paladin              | Italie                    | Valcar PBM                | 19 pts                    |
| 2e                        | Amanda Spratt             | Australie                 | Mitchelton-Scott          | 18 pts                    |
| 3e                        | Anna van der Breggen      | Pays-Bas                  | Boels Dolmans             | 15 pts                    |
| 4e                        | Ashleigh Moolman          | Afrique du Sud            | Cervélo Bigla             | 11 pts                    |
| 5e                        | Pauliena Rooijakkers      | Pays-Bas                  | WaowDeals                 | 6 pts                     |
| 6e                        | Małgorzata Jasińska       | Pologne                   | Movistar Team             | 6 pts                     |
| 7e                        | Annemiek van Vleuten      | Pays-Bas                  | Mitchelton-Scott          | 5 pts                     |
| 8e                        | Georgia Williams          | Nouvelle-Zélande          | Mitchelton-Scott          | 5 pts                     |
| 9e                        | Elisa Longo Borghini      | Italie                    | Wiggle High5              | 5 pts                     |
| 10e                       | Danielle Rowe             | Royaume-Uni               | WaowDeals                 | 4 pts                     |

| Classement du meilleur jeune | Classement du meilleur jeune | Classement du meilleur jeune | Classement du meilleur jeune       | Classement du meilleur jeune |
| Coureuse                     | Coureuse                     | Pays                         | Équipe                             | Temps                        |
| ---------------------------- | ---------------------------- | ---------------------------- | ---------------------------------- | ---------------------------- |
| 1re                          | Aafke Soet                   | Pays-Bas                     | WNT-Rotor Pro Cycling              | 9 h 54 min 45 s              |
| 2e                           | Maria Novolodskaya           | Russie                       | Cogeas-Mettler Pro Cycling Team    | + 38 s                       |
| 3e                           | Alexandra Manly              | Australie                    | Mitchelton-Scott                   | + 4 min 59 s                 |
| 4e                           | Amalie Dideriksen            | Danemark                     | Boels Dolmans                      | + 5 min 05 s                 |
| 5e                           | Nadia Quagliotto             | Italie                       | Top Girls Fassa Bortolo            | + 7 min 35 s                 |
| 6e                           | Cristina Martínez            | Espagne                      | Bizkaia-Durango                    | + 9 min 31 s                 |
| 7e                           | Évita Muzic                  | France                       | FDJ-Nouvelle Aquitaine-Futuroscope | + 9 min 38 s                 |
| 8e                           | Greta Richioud               | France                       | FDJ-Nouvelle Aquitaine-Futuroscope | + 12 min 42 s                |
| 9e                           | Victorie Guilman             | France                       | FDJ-Nouvelle Aquitaine-Futuroscope | + 13 min 16 s                |
| 10e                          | Urška Žigart                 | Slovénie                     | BTC City Ljubljana                 | + 14 min 35 s                |

| Classement du meilleur jeune | Classement du meilleur jeune | Classement du meilleur jeune | Classement du meilleur jeune       | Classement du meilleur jeune |
| Coureuse                     | Coureuse                     | Pays                         | Équipe                             | Temps                        |
| ---------------------------- | ---------------------------- | ---------------------------- | ---------------------------------- | ---------------------------- |
| 1re                          | Aafke Soet                   | Pays-Bas                     | WNT-Rotor Pro Cycling              | 9 h 54 min 45 s              |
| 2e                           | Maria Novolodskaya           | Russie                       | Cogeas-Mettler Pro Cycling Team    | + 38 s                       |
| 3e                           | Alexandra Manly              | Australie                    | Mitchelton-Scott                   | + 4 min 59 s                 |
| 4e                           | Amalie Dideriksen            | Danemark                     | Boels Dolmans                      | + 5 min 05 s                 |
| 5e                           | Nadia Quagliotto             | Italie                       | Top Girls Fassa Bortolo            | + 7 min 35 s                 |
| 6e                           | Cristina Martínez            | Espagne                      | Bizkaia-Durango                    | + 9 min 31 s                 |
| 7e                           | Évita Muzic                  | France                       | FDJ-Nouvelle Aquitaine-Futuroscope | + 9 min 38 s                 |
| 8e                           | Greta Richioud               | France                       | FDJ-Nouvelle Aquitaine-Futuroscope | + 12 min 42 s                |
| 9e                           | Victorie Guilman             | France                       | FDJ-Nouvelle Aquitaine-Futuroscope | + 13 min 16 s                |
| 10e                          | Urška Žigart                 | Slovénie                     | BTC City Ljubljana                 | + 14 min 35 s                |

| Classement des sprints | Classement des sprints | Classement des sprints | Classement des sprints | Classement des sprints |
| Coureuse               | Coureuse               | Pays                   | Équipe                 | Points                 |
| ---------------------- | ---------------------- | ---------------------- | ---------------------- | ---------------------- |
| 1re                    | Katarzyna Pawłowska    | Pologne                | Virtu Cycling Women    | 23 pts                 |
| 2e                     | Mieke Kröger           | Allemagne              | Virtu Cycling Women    | 6 pts                  |
| 3e                     | Amanda Spratt          | Australie              | Mitchelton-Scott       | 5 pts                  |
| 4e                     | Amalie Dideriksen      | Danemark               | Boels Dolmans          | 5 pts                  |
| 5e                     | Anna van der Breggen   | Pays-Bas               | Boels Dolmans          | 3 pts                  |
| 6e                     | Anouska Koster         | Pays-Bas               | WaowDeals              | 3 pts                  |
| 7e                     | Giorgia Bronzini       | Italie                 | Cylance                | 3 pts                  |
| 8e                     | Elisa Longo Borghini   | Italie                 | Wiggle High5           | 1 pt                   |

| Classement des sprints | Classement des sprints | Classement des sprints | Classement des sprints | Classement des sprints |
| Coureuse               | Coureuse               | Pays                   | Équipe                 | Points                 |
| ---------------------- | ---------------------- | ---------------------- | ---------------------- | ---------------------- |
| 1re                    | Katarzyna Pawłowska    | Pologne                | Virtu Cycling Women    | 23 pts                 |
| 2e                     | Mieke Kröger           | Allemagne              | Virtu Cycling Women    | 6 pts                  |
| 3e                     | Amanda Spratt          | Australie              | Mitchelton-Scott       | 5 pts                  |
| 4e                     | Amalie Dideriksen      | Danemark               | Boels Dolmans          | 5 pts                  |
| 5e                     | Anna van der Breggen   | Pays-Bas               | Boels Dolmans          | 3 pts                  |
| 6e                     | Anouska Koster         | Pays-Bas               | WaowDeals              | 3 pts                  |
| 7e                     | Giorgia Bronzini       | Italie                 | Cylance                | 3 pts                  |
| 8e                     | Elisa Longo Borghini   | Italie                 | Wiggle High5           | 1 pt                   |

| Classement par équipes | Classement par équipes             | Classement par équipes | Classement par équipes |
| Équipe                 | Équipe                             | Pays                   | Temps                  |
| ---------------------- | ---------------------------------- | ---------------------- | ---------------------- |
| 1re                    | Mitchelton-Scott                   | Australie              | 29 h 33 min 33 s       |
| 2e                     | Wiggle High5                       | Royaume-Uni            | + 12 min 22 s          |
| 3e                     | Movistar Team                      | Espagne                | + 14 min 07 s          |
| 4e                     | Boels Dolmans                      | Pays-Bas               | + 14 min 28 s          |
| 5e                     | Cogeas                             | Russie                 | + 14 min 48 s          |
| 6e                     | Cervélo Bigla                      | Danemark               | + 16 min 06 s          |
| 7e                     | Alé Cipollini                      | Italie                 | + 20 min 35 s          |
| 8e                     | WNT-Rotor Pro Cycling              | Royaume-Uni            | + 24 min 46 s          |
| 9e                     | BTC City Ljubljana                 | Slovénie               | + 26 min 00 s          |
| 10e                    | FDJ-Nouvelle Aquitaine-Futuroscope | France                 | + 26 min 07 s          |

| Classement par équipes | Classement par équipes             | Classement par équipes | Classement par équipes |
| Équipe                 | Équipe                             | Pays                   | Temps                  |
| ---------------------- | ---------------------------------- | ---------------------- | ---------------------- |
| 1re                    | Mitchelton-Scott                   | Australie              | 29 h 33 min 33 s       |
| 2e                     | Wiggle High5                       | Royaume-Uni            | + 12 min 22 s          |
| 3e                     | Movistar Team                      | Espagne                | + 14 min 07 s          |
| 4e                     | Boels Dolmans                      | Pays-Bas               | + 14 min 28 s          |
| 5e                     | Cogeas                             | Russie                 | + 14 min 48 s          |
| 6e                     | Cervélo Bigla                      | Danemark               | + 16 min 06 s          |
| 7e                     | Alé Cipollini                      | Italie                 | + 20 min 35 s          |
| 8e                     | WNT-Rotor Pro Cycling              | Royaume-Uni            | + 24 min 46 s          |
| 9e                     | BTC City Ljubljana                 | Slovénie               | + 26 min 00 s          |
| 10e                    | FDJ-Nouvelle Aquitaine-Futuroscope | France                 | + 26 min 07 s          |

## Évolution des classements
| Étape              | Vainqueur            | Classement général   | Classement par points | Classement de la montagne | Classement des sprints | Classement de la meilleure jeune | Classement de la meilleure Basque | Classement par équipes |
| ------------------ | -------------------- | -------------------- | --------------------- | ------------------------- | ---------------------- | -------------------------------- | --------------------------------- | ---------------------- |
| 1                  | Sabrina Stultiens    | Sabrina Stultiens    | Sabrina Stultiens     | Małgorzata Jasińska       | Katarzyna Pawłowska    | Nadia Quagliotto                 | Ane Santesteban                   | WaowDeals              |
| 2                  | Annemiek van Vleuten | Annemiek van Vleuten | Lisa Brennauer        | Małgorzata Jasińska       | Katarzyna Pawłowska    | Aafke Soet                       | Eider Merino                      | Mitchelton-Scott       |
| 3                  | Amy Pieters          | Annemiek van Vleuten | Lisa Brennauer        | Asja Paladin              | Katarzyna Pawłowska    | Mariia Novolodskaia              | Ane Santesteban                   | Mitchelton-Scott       |
| 4                  | Amanda Spratt        | Amanda Spratt        | Anna van der Breggen  | Asja Paladin              | Katarzyna Pawłowska    | Aafke Soet                       | Ane Santesteban                   | Mitchelton-Scott       |
| Classements finals | Classements finals   | Amanda Spratt        | Anna van der Breggen  | Asja Paladin              | Katarzyna Pawłowska    | Aafke Soet                       | Ane Santesteban                   | Mitchelton-Scott       |

## Liste des participantes
| Légende                                | Légende                                                                                              | Légende                          | Légende |
| -------------------------------------- | --- | -------------------------------- | --- |
| Num                                    | Dossard de départ porté par la coureuse sur ce Emakumeen Euskal Bira                                 | Pos                              | Position finale au classement général                                                                           |
| Leader du classement général           | Indique la vainqueur du classement général                                                           | Leader du classement par points  | Indique la vainqueur du classement par points                                                                   |
| Leader du classement de la montagne    | Indique la vainqueur du classement de la montagne                                                    | Leader du classement des sprints | Indique la vainqueur du classement des sprints                                                                  |
| Leader du classement du meilleur jeune | Indique la vainqueur du classement de la meilleure jeune                                             |                                  | Indique un maillot de champion national ou mondial, suivi de sa spécialité                                      |
| #                                      | Indique la meilleure équipe                                                                          | NP                               | Indique une coureuse qui n'a pas pris le départ d'une étape, suivi du numéro de l'étape où elle s'est retirée   |
| AB                                     | Indique une coureuse qui n'a pas terminé une étape, suivi du numéro de l'étape où elle s'est retirée | HD                               | Indique un coureuse qui a terminé une étape hors des délais, suivi du numéro de l'étape                         |
| DSQ                                    | Indique un coureur qui a été disqualifié de la course, suivi du numéro de l'étape                    | *                                | Indique un coureuse en lice pour le classement de la meilleure jeune (coureuses nées après le 1er janvier 1996) |

| Cervélo Bigla CBT | Cervélo Bigla CBT               | Cervélo Bigla CBT |
| ----------------- | ------------------------------- | ----------------- |
| Num               | Coureur                         | Pos               |
| 1                 | Ashleigh Moolman (RSA)          | 6e                |
| 2                 | Lötta Lepistö (FIN) (route)     | AB-4              |
| 3                 | Cecilie Uttrup Ludwig (DEN)     | 66e               |
| 4                 | Clara Koppenburg (GER)          | 9e                |
| 5                 | Ann-Sophie Duyck (BEL)          | 77e               |
| 6                 | Nicole Hanselmann (SUI) (route) | 73e               |

| Aromitalia Vaiano VAI | Aromitalia Vaiano VAI      | Aromitalia Vaiano VAI |
| --------------------- | -------------------------- | --------------------- |
| Num                   | Coureur                    | Pos                   |
| 11                    | Rasa Leleivytė (LTU)       | 49e                   |
| 12                    | Angelica Brogi (ITA)       | AB-1                  |
| 13                    | Alessia Bulleri (ITA)      | HD-2                  |
| 14                    | Lija Laizane (LAT) (route) | 92e                   |
| 15                    | Giulia Marchesini (ITA)    | AB-1                  |
| 16                    | Nicole Nesti (ITA)         | HD-2                  |

| Bizkaia-Durango BDP | Bizkaia-Durango BDP       | Bizkaia-Durango BDP |
| ------------------- | ------------------------- | ------------------- |
| Num                 | Coureur                   | Pos                 |
| 21                  | Alice Maria Arzuffi (ITA) | 19e                 |
| 22                  | Danielle Christmas (GBR)  | 61e                 |
| 23                  | Lucia Gonzalez (ESP)      | 54e                 |
| 24                  | Ane Iriarte (ESP)         | AB-1                |
| 25                  | Lierni Lekuona (ESP)      | 100e                |
| 26                  | Cristina Martínez (ESP)   | 46e                 |

| Movistar MOV | Movistar MOV              | Movistar MOV |
| ------------ | ------------------------- | ------------ |
| Num          | Coureur                   | Pos          |
| 31           | Alicia Gonzalez (ESP)     | 57e          |
| 32           | Malgorzata Jasinska (POL) | 10e          |
| 33           | Lorena Llamas (ESP)       | 41e          |
| 34           | Eider Merino (ESP)        | 16e          |
| 35           | Rachel Neylan (AUS)       | 43e          |
| 36           | Lourdes Oyarbide (ESP)    | AB-1         |

| Alé Cipollini ALE | Alé Cipollini ALE      | Alé Cipollini ALE |
| ----------------- | ---------------------- | ----------------- |
| Num               | Coureur                | Pos               |
| 41                | Ane Santesteban (ESP)  | 11e               |
| 43                | Mayuko Hagiwara (JPN)  | 78e               |
| 44                | Anna Trevisi (ITA)     | HD-4              |
| 45                | Roxane Knetemann (NED) | 40e               |
| 46                | Janneke Ensing (NED)   | 22e               |

| Astana Women's ASA | Astana Women's ASA          | Astana Women's ASA |
| ------------------ | --------------------------- | ------------------ |
| Num                | Coureur                     | Pos                |
| 51                 | Sofia Beggin (ITA)          | 89e                |
| 52                 | Natalya Saifutdinova (KAZ)  | AB-4               |
| 53                 | Makhabbat Umutzhanova (KAZ) | AB-4               |
| 54                 | Lara Vieceli (ITA)          | 36e                |

| Bepink BPK | Bepink BPK                   | Bepink BPK |
| ---------- | ---------------------------- | ---------- |
| Num        | Coureur                      | Pos        |
| 61         | Nikola Noskova (CZE) (route) | AB-3       |
| 62         | Letizia Borghesi (ITA)       | 64e        |
| 63         | Eyerusalem Kelil (ETH)       | AB-1       |
| 64         | Katia Ragusa (ITA)           | 90e        |
| 65         | Francesca Pattaro (ITA)      | AB-3       |
| 66         | Silvia Valsecchi (ITA)       | NP-1       |

| Sopela SWT | Sopela SWT                   | Sopela SWT |
| ---------- | ---------------------------- | ---------- |
| Num        | Coureur                      | Pos        |
| 71         | Beatriu Gómez Franquet (ESP) | AB-1       |
| 72         | Ziortza Isasi (ESP)          | NP-3       |
| 73         | Enara López Gallastegi (ESP) | 97e        |
| 74         | Sara Martín (ESP)            | 95e        |
| 75         | Ariadna Trias (ESP)          | 94e        |

| FDJ-Nouvelle Aquitaine-Futuroscope FUT | FDJ-Nouvelle Aquitaine-Futuroscope FUT | FDJ-Nouvelle Aquitaine-Futuroscope FUT |
| -------------------------------------- | -------------------------------------- | -------------------------------------- |
| Num                                    | Coureur                                | Pos                                    |
| 81                                     | Charlotte Bravard (FRA) (route)        | 86e                                    |
| 82                                     | Coralie Demay (FRA)                    | 74e                                    |
| 83                                     | Shara Gillow (AUS)                     | 15e                                    |
| 84                                     | Victorie Guilman (FRA)                 | 58e                                    |
| 85                                     | Évita Muzic (FRA)                      | 47e                                    |
| 86                                     | Greta Richioud (FRA)                   | 56e                                    |

| Boels Dolmans DLT | Boels Dolmans DLT          | Boels Dolmans DLT |
| ----------------- | -------------------------- | ----------------- |
| Num               | Coureur                    | Pos               |
| 91                | Anna van der Breggen (NED) | 3e                |
| 92                | Amalie Dideriksen (DEN)    | 31e               |
| 93                | Karol-Ann Canuel (CAN)     | 24e               |
| 94                | Amy Pieters (NED)          | 20e               |
| 95                | Anna Plichta (POL)         | 65e               |
| 96                | Jip van den Bos (NED)      | 82e               |

| Mitchelton-Scott MTS | Mitchelton-Scott MTS           | Mitchelton-Scott MTS |
| -------------------- | ------------------------------ | -------------------- |
| Num                  | Coureur                        | Pos                  |
| 101                  | Annemiek van Vleuten (NED)     | 2e                   |
| 102                  | Amanda Spratt (AUS)            | 1re                  |
| 103                  | Alexandra Manly (AUS)          | 30e                  |
| 104                  | Georgia Williams (NZL) (route) | 4e                   |
| 105                  | Jenelle Crooks (AUS)           | 38e                  |
| 106                  | Gracie Elvin (AUS)             | 55e                  |

| Cylance CPC | Cylance CPC                    | Cylance CPC |
| ----------- | ------------------------------ | ----------- |
| Num         | Coureur                        | Pos         |
| 111         | Giorgia Bronzini (ITA)         | 45e         |
| 112         | Kristabel Doebel-Hickok (USA ) | 44e         |
| 113         | Kaitie Keough (USA )           | 72e         |
| 114         | Rossella Ratto (ITA )          | 28e         |
| 115         | Omer Shapira (ISR )            | 52e         |
| 116         | Lauren Stephens (USA)          | AB-4        |

| Lotto Soudal LSL | Lotto Soudal LSL             | Lotto Soudal LSL |
| ---------------- | ---------------------------- | ---------------- |
| Num              | Coureur                      | Pos              |
| 121              | Annabelle Dreville (FRA)     | 69e              |
| 122              | Demi de Jong (NED)           | 67e              |
| 123              | Kelly van den Steen (BEL)    | 37e              |
| 124              | Julie van de Velde (BEL)     | 68e              |
| 125              | Valerie Demey (BEL)          | 99e              |
| 126              | Marjolein Van't Geloof (BEL) | HD-4             |

| Parkhotel Valkenburg-Destil PVD | Parkhotel Valkenburg-Destil PVD | Parkhotel Valkenburg-Destil PVD |
| ------------------------------- | ------------------------------- | ------------------------------- |
| Num                             | Coureur                         | Pos                             |
| 131                             | Hanna Solovey (UKR)             | 59e                             |
| 132                             | Marit Raaijmakers (NED)         | 76e                             |
| 133                             | Esther van Veen (NED)           | AB-4                            |
| 134                             | Ilona Hoeksma (NED)             | 98e                             |
| 135                             | Anne De Ruiter (NED)            | HD-4                            |
| 136                             | Nina Buysman (NED)              | NP-2                            |

| BTC City Ljubljana BTC | BTC City Ljubljana BTC         | BTC City Ljubljana BTC |
| ---------------------- | ------------------------------ | ---------------------- |
| Num                    | Coureur                        | Pos                    |
| 141                    | Urša Pintar (SLO)              | 48e                    |
| 142                    | Polona Batagelj (SLO) (route)  | 18e                    |
| 143                    | Hanna Nilsson (SWE)            | 34e                    |
| 144                    | Urška Žigart (SLO)             | 60e                    |
| 145                    | Olena Pavlukhina (AZE) (route) | 93e                    |

| Virtu TVC | Virtu TVC                  | Virtu TVC |
| --------- | -------------------------- | --------- |
| Num       | Coureur                    | Pos       |
| 151       | Claudia Koster (NED)       | AB-3      |
| 152       | Doris Schweizer (SUI)      | 75e       |
| 153       | Katarzyna Pawlowska (POL)  | 32e       |
| 154       | Mieke Kröger (GER)         | 88e       |
| 155       | Louise Norman Hansen (DEN) | 84e       |
| 156       | Trine Schmidt (DEN)        | 101e      |

| Servetto Stradalli SER | Servetto Stradalli SER   | Servetto Stradalli SER |
| ---------------------- | ------------------------ | ---------------------- |
| Num                    | Coureur                  | Pos                    |
| 161                    | Kseniya Dobrynina (RUS ) | AB-3                   |
| 162                    | Katja Jeretina (SLO )    | NP-1                   |
| 163                    | Argiro Milaki (GRE )     | NP-1                   |
| 164                    | Rosalia Ortiz (ESP )     | AB-3                   |
| 165                    | Anna Potokina (RUS)      | 51e                    |
| 166                    | Paula Sanmartin (ESP )   | AB-1                   |

| Top Girls Fassa Bortolo TOP | Top Girls Fassa Bortolo TOP | Top Girls Fassa Bortolo TOP |
| --------------------------- | --------------------------- | --------------------------- |
| Num                         | Coureur                     | Pos                         |
| 171                         | Vania Canvelli (ITA)        | 91e                         |
| 172                         | Elena Leonardi (ITA)        | AB-1                        |
| 173                         | Chiara Perini (ITA)         | HD-2                        |
| 174                         | Francesca Pisciali (ITA)    | HD-4                        |
| 175                         | Nadia Quagliotto (ITA)      | 39e                         |
| 176                         | Beatrice Rossato (ITA)      | 85e                         |

| Valcar-PBM VAL | Valcar-PBM VAL         | Valcar-PBM VAL |
| -------------- | ---------------------- | -------------- |
| Num            | Coureur                | Pos            |
| 181            | Marta Cavalli (ITA)    | 96e            |
| 182            | Asja Paladin (ITA)     | 35e            |
| 183            | Silvia Persico (ITA)   | 87e            |
| 184            | Silvia Pollicini (ITA) | AB-4           |
| 185            | Alessia Vigilia (ITA)  | AB-4           |
| 186            | Chiara Zanettin (ITA)  | NP-2           |

| Cogeas CGS | Cogeas CGS                       | Cogeas CGS |
| ---------- | -------------------------------- | ---------- |
| Num        | Coureur                          | Pos        |
| 191        | Olga Zabelinskaïa (RUS)          | 7e         |
| 192        | Maria Novolodskaya (RUS)         | 14e        |
| 193        | Yelyzaveta Oshurkova (RUS)       | 62e        |
| 194        | Gulnaz Badykova (RUS)            | 83e        |
| 195        | Elise Chabbey (SUI)              | 50e        |
| 196        | Antri Christoforou (CYP) (route) | HD-4       |

| WaowDeals WAD | WaowDeals WAD              | WaowDeals WAD |
| ------------- | -------------------------- | ------------- |
| Num           | Coureur                    | Pos           |
| 201           | Pauliena Rooijakkers (NED) | 8e            |
| 202           | Anouska Koster (NED)       | 17e           |
| 203           | Sabrina Stultiens (NED)    | 13e           |
| 204           | Yara Kastelijn (NED)       | 79e           |
| 205           | Riejanne Markus (NED)      | 33e           |
| 206           | Danielle Rowe (GBR)        | 26e           |

| Wiggle High5 WHT | Wiggle High5 WHT                   | Wiggle High5 WHT |
| ---------------- | ---------------------------------- | ---------------- |
| Num              | Coureur                            | Pos              |
| 211              | Elisa Longo Borghini (ITA) (route) | 5e               |
| 212              | Lisa Brennauer (GER)               | 21e              |
| 213              | Elinor Barker (GBR)                | 80e              |
| 214              | Martina Ritter (AUT) (route)       | 25e              |
| 215              | Eri Yonamine (JPN) (route)         | 70e              |
| 216              | Emilia Fahlin (SWE)                | 29e              |

| WNT-Rotor WNT | WNT-Rotor WNT                 | WNT-Rotor WNT |
| ------------- | ----------------------------- | ------------- |
| Num           | Coureur                       | Pos           |
| 221           | Natalie Grinczer (GBR)        | 42e           |
| 222           | Anna Badegruber (AUT)         | HD-4          |
| 223           | Elise Maes (NED)              | 63e           |
| 224           | Gabrielle Pilote-Fortin (CAN) | NP-4          |
| 225           | Hayley Simmonds (GBR)         | AB-3          |
| 226           | Aafke Soet (NED)              | 12e           |

| Canyon-SRAM Racing CSR | Canyon-SRAM Racing CSR | Canyon-SRAM Racing CSR |
| ---------------------- | ---------------------- | ---------------------- |
| Num                    | Coureur                | Pos                    |
| 231                    | Alena Amialiusik (BLR) | 27e                    |
| 232                    | Alice Barnes (GBR)     | 81e                    |
| 233                    | Hannah Barnes (GBR)    | 53e                    |
| 234                    | Elena Cecchini (ITA)   | 23e                    |
| 235                    | Tiffany Cromwell (AUS) | 71e                    |